# Ангуло, Хесус Рикардо
Хесу́с Рика́рдо Ангу́ло Урья́рте (исп. Jesús Ricardo Angulo Uriarte; род. 20 февраля 1997, Кульякан) — мексиканский футболист, полузащитник клуба «Леон» и сборной Мексики. Бронзовый призёр Олимпийских игр 2020 года в Токио.

## Клубная карьера
Ангуло — воспитанник клубов «Тихуана» и «Дорадос де Синалоа». 27 января 2016 года в поединке Кубка Мексики против «Леонес Негрос» Хесус дебютировал за основной состав последнего. 13 марта в матче против «Толуки» он дебютировал в мексиканской Примере. По итогам сезона клуб вылетел из элиты. 22 января 2017 года в поединке против «Атланте» Хесус забил свой первый гол за «Дорадос де Синалоа». Летом 2018 года Ангуло перешёл в «Тихуану». 22 июля в матче против «Гвадалахары» он дебютировал за новую команду. 27 апреля 2019 года в поединке против «Атлетико Морелия» Хесус забил свой первый гол за «Тихуану». 
Летом 2019 года Ангуло перешёл в «Некаксу». 28 июля в матче против УНАМ Пумас он дебютировал за новый клуб. 4 августа в поединке против «Веракрус» Хесус забил свой первый гол за «Некаксу».
В начале 2020 года Ангуло подписал контракт с «Гвадалахарой». 12 января в матче против «Веракрус» он дебютировал за новую команду. 13 августа в поединке против «Хуареса» Хесус забил свой первый гол за «Гвадалахар»у. 

## Международная карьера
3 октября 2019 года в товарищеском матче против сборной Тринидад и Тобаго Ангуло дебютировал за сборную Мексики. В этом же поединке он забил свой первый гол за национальную команду.
В 2021 году в составе олимпийской сборной Мексики Ангуло принял участие в летних Олимпийских играх 2020 в Токио. На турнире он сыграл в матчах против команд Южной Кореи, ЮАР и Бразилии.